# 羽裂粘冠草
羽裂粘冠草（学名：Myriactis delavayi）是菊科粘冠草属的植物，为中国的特有植物。分布在中国大陆的云南、四川等地，生长于海拔3,000米的地区，多生长于山坡林下和山坡草地，目前尚未由人工引种栽培。